# Jacob Larsen
Jacob Larsen (* 13. Juni 1988 in Søllerød) ist ein dänischer Ruderer und zweifacher Weltmeister im Leichtgewichts-Vierer ohne Steuermann.
Larsen begann schon 1998 mit dem Rudersport. 2005 und 2006 trat er bei den Junioren-Weltmeisterschaften im Zweier ohne Steuermann an, erreichte aber nicht das A-Finale. 2008 und 2009 wurde Larsen im Leichtgewichts-Zweier ohne Steuermann jeweils Fünfter der U23-Weltmeisterschaften. 2010 nahm er erstmals an Weltcupregatten teil, bei den U23-Weltmeisterschaften belegte er den vierten Platz im Leichtgewichts-Vierer ohne Steuermann. 2011 gewann Larsen im Leichtgewichts-Achter die Bronzemedaille bei den Weltmeisterschaften.
2013 rückte Larsen fest in den dänischen Leichtgewichts-Vierer ohne Steuermann. Kasper Winther, Jacob Larsen, Jacob Barsøe und Morten Jørgensen gewannen den Titel bei den Europameisterschaften und belegten anschließend zweimal den zweiten Platz im Weltcup. Bei den Weltmeisterschaften in Korea siegte der dänische Vierer vor den Booten aus Neuseeland und dem Vereinigten Königreich. Anfang Juni 2014 gewannen die vier Dänen auch den Titel bei den Ruder-Europameisterschaften 2014, im August folgte der Weltmeistertitel. 2015 trat der dänische Vierer in der Besetzung Kasper Winther, Jens Vilhelmsen, Jacob Barsøe und Jacob Larsen an und gewann die Bronzemedaille bei den Europameisterschaften hinter den Booten aus der Schweiz und aus Frankreich. Bei den Weltmeisterschaften 2015 erhielten die Dänen Silber hinter den Schweizern und vor den Franzosen. Ein Jahr darauf gewannen bei den Olympischen Spielen in Rio de Janeiro erneut die Schweizer vor den Dänen und den Franzosen.
Der 1,83 m große Larsen rudert für den Bagsværd Roklub.